# Tetyana Shynkarenko
Tetyana Volodymyrivna Shynkarenko (en ucraniano Тетяна Шинкаренко, Chernivtsí, 26 de octubre de 1978) es una exjugadora ucraniana de balonmano, medallista de bronce olímpica con la selección de su país en Atenas 2004 y subcampeona de Europa en 2000.

## Trayectoria

### Clubes
Shynkarenko se formó en el club Galychanka de Leópolis y, con apenas 18 años, fichó por el Motor Zaporiyia, con el que conquistó cinco ligas ucranianas y la Recopa de Europa de 2001. 
En 2002 dio el salto al histórico Hypo Niederösterreich austriaco, donde permaneció la mayor parte de su carrera, ganando cinco ligas y cinco copas nacionales, además de la Superliga Europea de 2005.
Tras un breve paso por DJK/MJC Trier (Alemania) y DVSC-Aquaticum (Hungría) retornó a Hypo, donde cerró su carrera en 2011.

#### Trayectoria de clubes
- –1996:  Galychanka Leópolis
- 1996–2002:  Motor Zaporiyia
- 2002–2007:  Hypo Niederösterreich
- 2007–2008:  DJK/MJC Trier
- 2009 :  DVSC-Aquaticum
- 2009–2011:  Hypo Niederösterreich

### Selección
Debutó con la selección absoluta de Ucrania a finales de los noventa. Fue titular en el histórico subcampeonato continental logrado en Rumanía 2000 y pieza fija del combinado que se colgó el bronce olímpico en Atenas 2004. Disputó más de un centenar de encuentros internacionales, participando también en los Mundiales de 2001 y 2003 (4.º puesto en este último).

## Premios y títulos

### Con la selección
- 1 x Medalla de bronce en los Juegos Olímpicos (2004)
- 1 x Medalla de plta en el Campeonato Europeo (2000)

### Con sus clubes
- 5 x Liga de Ucrania (1997, 1998, 1999, 2001, 2002)
- 5 x Liga de Austria (2003, 2004, 2005, 2006, 2007)
- 5 x Copa de Austria (2003, 2004, 2005, 2006, 2007)
- 1 x Recopa de Europa de balonmano femenino (2001)
- 1 x Superliga Europea de Balonmano Femenino (2005)

## Vida personal
Se estableció en Austria tras su retirada. Está casada desde 1998 y es madre de dos hijos.